# Anne Kuljian
Anne Louise Kuljian (* 17. Juni 1949 in Los Angeles, Kalifornien) ist eine US-amerikanische Szenenbildnerin.

## Leben
Kuljian begann ihre Karriere als Szenenbildnerin 1982 mit dem Oscar-nominierten Independent-Kurzfilm The Silence. 1985 wirkte sie am für drei Oscars nominierten Thriller Runaway Train mit. Für ihr zusammen mit Leslie Dilley gestaltetes Szenenbild für James Camerons Science-Fiction-Film Abyss war sie 1990 für den Oscar in der Kategorie Bestes Szenenbild nominiert. Sie arbeitete häufig im Science-Fiction-Genre, unter anderem an Sphere – Die Macht aus dem All, Der 200 Jahre Mann, Minority Report und Krieg der Welten. Ihr Schaffen umfasst mehr als 30 Produktionen.

## Filmografie (Auswahl)
- 1985: Runaway Train
- 1987: Cherry 2000
- 1989: Abyss (The Abyss)
- 1990: Flatliners – Heute ist ein schöner Tag zum Sterben (Flatliners)
- 1991: Was ist mit Bob? (What About Bob?)
- 1992: Basic Instinct
- 1996: Tage wie dieser … (One Fine Day)
- 1998: Sphere – Die Macht aus dem All (Sphere)
- 1999: Der 200 Jahre Mann (Bicentennial Man)
- 2000: Gegen jede Regel (Remember the Titans)
- 2002: Equilibrium
- 2002: Minority Report
- 2003: Ein Kater macht Theater (The Cat in the Hat)
- 2004: Terminal
- 2005: Krieg der Welten (War of the Worlds)
- 2007: Mr. Brooks – Der Mörder in Dir (Mr. Brooks)
- 2008: Die Mumie: Das Grabmal des Drachenkaisers (The Mummy: Tomb of the Dragon Emperor)
- 2011: Green Lantern
- 2013: Man of Steel
- 2014: Die Bestimmung – Divergent (Divergent)
- 2018: Bumblebee

## Auszeichnungen
- 1990: Oscar-Nominierung in der Kategorie Bestes Szenenbild für Abyss – Abgrund des Todes